# Обуховский сельсовет (Гродненская область)
Обуховский сельсовет — административная единица на территории Гродненского района Гродненской области Республики Беларусь. 
На всей территории сельсовета базируется СПК имени И. П. Сенько.

## Состав
Обуховский сельсовет включает 23 населённых пункта:
- Александрово — деревня.
- Бируличи — деревня.
- Будовля — деревня.
- Гущицы — деревня.
- Загорцы — деревня.
- Комотово — деревня.
- Котра — деревня.
- Курпики — деревня.
- Лашевичи — деревня.
- Машталеры — деревня.
- Мигово — деревня.
- Михайловка — деревня.
- Новосёлки — деревня.
- Обуховичи — деревня.
- Обухово — агрогородок.
- Огородники — деревня.
- Плавы — деревня.
- Пужичи — деревня.
- Раките — деревня.
- Саволевка — деревня.
- Селюки — деревня.
- Струпино — деревня.
- Юровичи — деревня.